# Manuel Gómez-Franqueira
Manuel Gómez-Franqueira Álvarez (Castrelo de Miño, Orense, 1947) es un empresario español. Preside el Grupo Coren, la mayor cooperativa agroalimentaria de España. Es hijo del empresario y político Eulogio Gómez-Franqueira, impulsor de Coren, y de Sofía Álvarez. Está casado y tiene tres hijos.

## Perfil profesional
Manuel Gómez-Franqueira Álvarez es Ingeniero Técnico Industrial por la Escuela de Ingenieros Industriales de Vigo en 1972, y Máster en Alta Dirección de Empresas por la Universidad de Navarra. Realizó cursos de especialización en producción avícola, porcina y vacuno en Holanda e Inglaterra, además de otros cursos sobre industrias agroalimentarias, estudios de mercado y de comercio exterior. También se especializó en temas comunitarios durante una estancia en Bruselas. Igualmente, y como complemento a su formación, trabajó en industrias de transformación en Italia.

## Trayectoria empresarial
En la actualidad, preside Cooperativas Ourensanas Sociedad Cooperativa Galega (Coren SCG), surgida en 1959 por iniciativa de su padre, Eulogio Gómez Franqueira, a partir de las antiguas UTECO.
Manuel Gómez-Franqueira Álvarez se incorporó a Coren en el año 1975, en calidad de Director de Industrias, ocupando posteriormente la gerencia de Producciones Ganaderas y la Dirección Comercial. En 1984 accedió a la Dirección General y, desde 2011, es Presidente y Consejero Delegado del Grupo.
Desde el primer momento de su llegada a la dirección del Grupo Coren en 1984, quedó patente su apuesta por el cooperativismo como modelo empresarial. Manuel Gómez-Franqueira intensificó sus esfuerzos, los de su equipo y de los socios integrados en la cooperativa con el fin de consolidar el proyecto de Coren. Su primer reto fue pilotar la adaptación del Grupo al mercado común europeo, ante la entrada de España en la CEE. Desde entonces, el crecimiento del grupo ha sido continuo. Entre las claves de su éxito cabe destacar su capacidad para diversificar líneas de negocio, hasta alcanzar una presencia sobresaliente en los mercados avícola, porcino y vacuno. A ello se une la apuesta por la expansión internacional, iniciada a finales de los años 80, alcanzando actualmente una amplia presencia en países de los cinco continentes. El Grupo Coren genera en la actualidad más de 6.000 empleos, entre socios y cooperativistas, y registra un volumen de facturación en el entorno de los 1.000 millones de euros.

## Reconocimientos y premios
A lo largo de su actividad profesional y empresarial, ha sido galardonado con numerosas distinciones y condecoraciones personales y de empresa, entregadas por instituciones públicas y privadas, organizaciones empresariales, medios informativos y universidades, entre otros.
En 1996, la Junta de Galicia le concede la Medalla Castelao, la más alta condecoración civil de la institución autonómica, en reconocimiento a su compromiso con Galicia. En el año 2002, es nombrado Socio de Honor por la Asociación de Antiguos Alumnos de la Escuela de Negocios Caixanova, mientras en 2003, la asociación Amigos de la Universidad de Vigo le otorga su máximo reconocimiento, Amigo Distinguido. También en el año 2003, el Ministerio de Trabajo le impone la Medalla de Oro al Mérito en el Trabajo, como reconocimiento a su mérito en el desempeño de su actividad empresarial, mientras el Ministerio de Agricultura, Pesca y Alimentación galardona a Coren como Mejor Empresa Agroalimentaria Española de 2003. 
En 2005, el Club Financiero de Vigo distinguió a Manuel Gómez-Franqueira con la Medalla de Oro de la institución, en reconocimiento a la figura del empresario como eje y motor de la economía de un país, fundamentalmente a través de su papel como innovador y generador de riqueza, empleo y, en definitiva, de bienestar. Ese mismo año, la Consellería de Política Agroalimentaria de la Junta de Galicia otorga al Grupo Coren el Premio Agrario en la categoría de Calidad Alimentaria. 
La revista Actualidad Económica le concede en 2006 el Premio al Éxito Empresarial de la Comunidad. Ya en 2008, es condecorado como Gallego del Año por El Correo Gallego, en su ya clásica ceremonia que distingue a las personas más destacadas por su contribución a la promoción de Galicia y de sus valores. También ha recibido reconocimientos en Portugal, ya que en el año 2009, el Grupo Coren es elegido como Mejor Empresa Española en Portugal por la Cámara
Hispano-Portuguesa de Comercio e Industria. 
En 2010, Manuel Gómez-Franqueira recibe el premio Grelo de Ouro concedido por la Fundación Amigos de Galicia, por la contribución de Coren al empleo y mejora de las condiciones de vida en el rural gallego.
En noviembre de 2013, la Asociación Gallega de Empresa Familiar distingue a la familia Gómez-Franqueira como Familia Empresaria de Galicia.